# 汉宣帝
漢宣帝劉詢（前91年—前48年1月10日），原名刘病已，字次卿，即位九年後改名询，西汉第十位皇帝（前74年9月10日－前48年1月10日在位），其正式諡號為「孝宣皇帝」，後世省略「孝」字稱「漢宣帝」。汉武帝的曾孙，戾太子刘据的长孙，史皇孙刘进的长子，生母為王翁須。
宣帝长久秉持“王霸之道杂之”的政治策略。他一方面沿续霍光时期的韬光养晦，继续减轻各种税赋和民众的负担，即所谓的“王道”；同时又厉行法家政策，整顿吏治，即所谓的“霸道”。昭帝一朝的中兴之局在宣帝的治理下继续发展，西汉由此抵达国力的全盛，史称昭宣之治。
宣帝在位期间亦有极高军事成就，汉匈战争也在双方实力的此消彼长下迎来了尾声。本始三年（前71年），宣帝发动的汉援乌孙击匈奴之战取得了对匈奴战争的决定性胜利。神爵二年（前60年），宣帝在西域首设都护府，把西域三十六国正式纳入西汉版图，汉朝疆域在此时步入了巅峰。甘露三年（前51年），呼韩邪单于以臣子的身份觐见宣帝，标志着汉朝与匈奴的百年大战正式宣告落幕。

## 生平

### 出身
汉宣帝是汉武帝的曾孙，祖父为戾太子刘据。祖母史良娣，汉武帝元鼎四年（前113年）入为衞太子的良娣，生刘进，号史皇孙。史皇孙刘进于汉武帝太始年间（前96年—前93年）娶王翁须，生刘病已，时号称“皇曾孙”。

### 受难
汉武帝征和二年（前91年），巫蛊之祸爆发，刘病已的曾祖母卫子夫、祖父刘据、祖母史良娣、父亲刘进、母亲王翁須均因此被杀，刚刚出生数月的刘病已也被投入大牢。由于他还是个婴儿，廷尉监丙吉在狱中挑选两位女囚趙徵卿與胡組做他的乳母，暂时免除二人刑罚。
巫蛊之狱连年不决，汉武帝后元二年（前87年），因为有人说长安狱中有天子气，武帝命令处死長安所有監獄的犯人，使者先到中都官詔獄處決犯人，後連夜趕到丙吉掌管的郡邸獄，丙吉据门不纳使者，保住了刘病已的性命。後遇大赦，四歲的刘病已得以出狱。

### 平民生活
出狱后的刘病已被丙吉送至祖母史良娣的娘家。史家怜其孤苦，对其照顾甚厚。不久刘病已恢复宗室身份，诏养于掖庭。是任掖庭令的张贺是衞太子刘据的故吏，哀衞太子无辜受难和皇曾孙的孤弱，对其抚养甚厚。及长，张贺教其诗书为之启蒙，后自费延请名儒東海澓中翁教授刘病已。刘病已聪颖好学，不久即通晓儒家经典。与此同时，刘病已亦喜好游侠、喜好斗鸡走马，游侠于三辅一带，结识了戴长乐等。这些民间经历都成为他日后当皇帝积累了重要的经验。
前76年，刘病已到了成家娶亲的年龄，掖庭令张贺有一孙女与刘病已年龄相仿，因此打算把她嫁与刘病已为妻。但被为人谨慎的弟弟张安世强烈反对，他说：“曾孙乃衞太子后也，幸得平民衣食县官，足矣，勿复言予女事！”张贺不敢违逆弟弟的意思，只好为刘病已另聘属下许广汉的女儿许平君为妻。刘病已与许平君婚后感情很好，不久生下了儿子刘奭，也就是后来的汉元帝。

### 意外登基
汉昭帝元平元年（前74年），汉昭帝驾崩，由于无嗣，大司马霍光拥立昌邑王刘贺为帝。但是刘贺即位27天后就被权臣霍光提请其外孙女上官皇太后废掉。在确立继任人选时，时任光祿大夫的丙吉此时向霍光推荐刘病已，元平元年秋七月庚申（前74年9月10日），刘病已入宫见上官太后，被封为阳武侯，同日登基为皇帝，承嗣汉昭帝，隔年改元本始。

### 贫贱之交

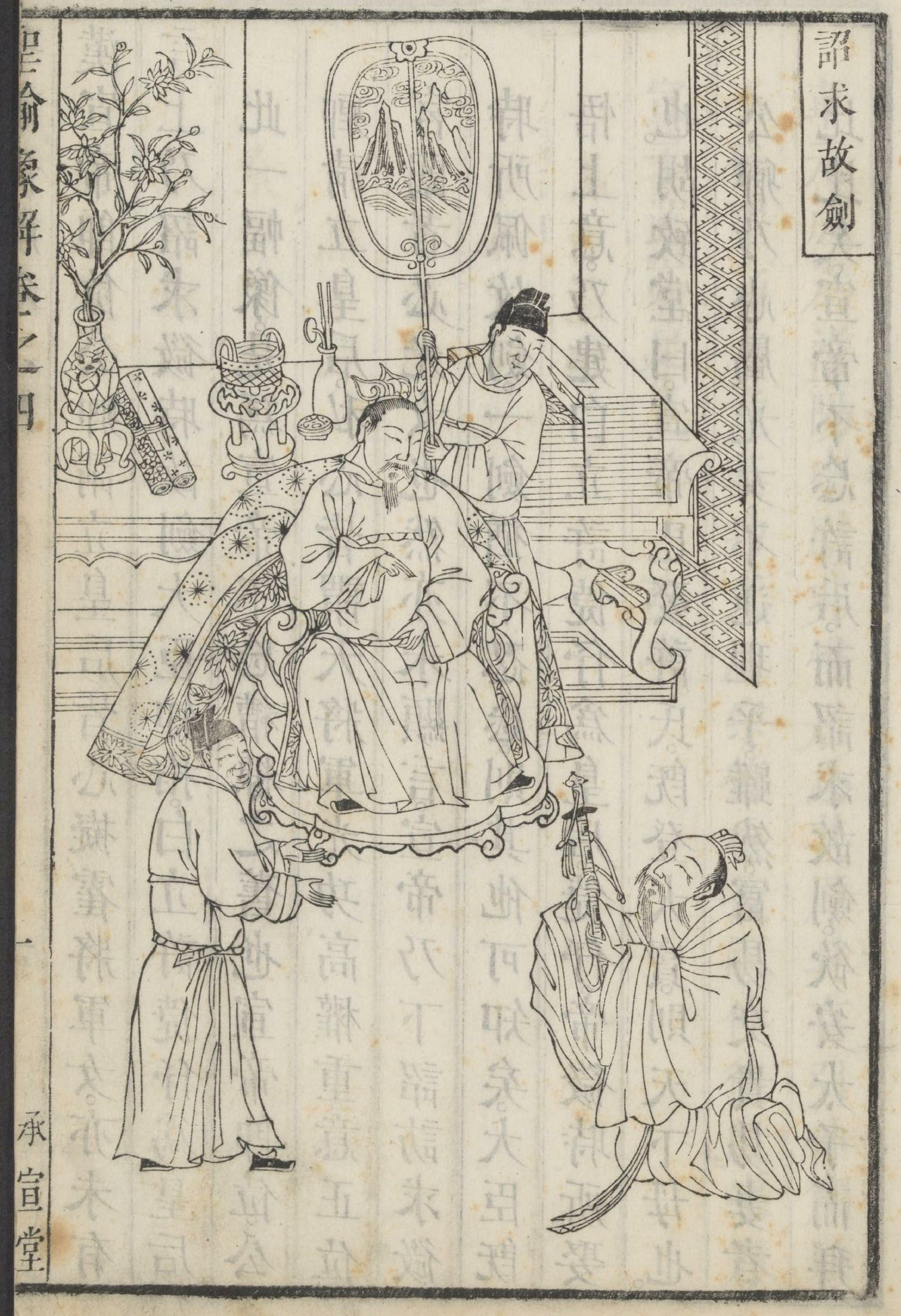
漢宣帝詔求故劍

宣帝由于是霍光所立，他吸取昌邑王被废的教训，初即位政事一决于光。唯立后问题上坚持己见，他与发妻许平君是贫贱之交、感情非同一般的深厚，当上皇帝後许平君并没有立即被立为皇后，而是仅封为婕妤。朝臣和上官皇太后都认为应立霍光的小女儿霍成君为皇后。于是汉宣帝“诏求微时故剑”，群臣见宣帝意思坚决，于是议决立许平君为皇后。
霍光的夫人显对女儿没能当上皇后非常恼怒。本始三年时值皇后许平君有孕，霍光的夫人于是勾结女医生淳于衍将其暗杀。霍光知道后非常惊愕，但是他没有去追究自己的妻子罪行，而是利用自己的权势授意宣帝不追查此事。次年，霍成君如愿以偿成为皇后。汉宣帝对结发之妻的去世非常悲伤，这也影响了他后来对继任人的选择。后来即使他渐渐对时为太子的汉元帝感到不满意，并下了“乱吾家者，太子也”的评语，但始终没有废太子之位。

### 清除霍氏
霍光属于汉武帝时的衞氏外戚集团。霍光十五岁，其兄（同父异母）霍去病回到家乡认祖归宗，把他带到长安，并因兄长的关系出任郎官，开始了漫长的仕宦生涯。
汉武帝末年巫蛊之祸，衞氏外戚遭到了毁灭性的打击，皇后卫子夫、大司馬卫青的子嗣以及衞太子一族全被族誅，但是霍氏躲过了此难。之后汉武帝渐渐明白过来，于是霍光开始受到重用。汉武帝临死前，任命霍光、金日磾、上官桀三人为辅政大臣，并以霍光为首，加封其为大司马。但是不久金日磾去世，霍光以和親拉攏上官桀，昭帝封光為丞相，开始独揽大权。
地节二年（前68年）霍光病逝，宣帝下令以帝王的规格下葬霍光，同时亦开始亲政。面对霍氏宗族的专权，汉宣帝不动声色对其予以翦除。他先是迁霍光的女婿大将军范明友为光禄勋，羽林监任胜为安定郡太守，几个月后又把霍光的姐夫张朔由給事中光祿大夫改为蜀郡太守，孙婿王汉为武威郡太守，长乐宫卫尉邓广汉为少府，这样夺取了他们的军权，扫清了霍家的外围势力。接着开始对霍家动手，改霍禹为大司马，无印绶，也就是剥夺了兵权，霍光的另一女婿赵平的兵权也被夺，空下来的职位完全由汉宣帝的外戚史、许两家子弟充任。
霍光是权力斗争的高手，但是他的儿孙却都很无能。霍光的儿子霍禹面对这种情况毫无应对之策，只是整日与霍山、霍云等哭泣。不久霍光夫人显毒杀许平君的事情开始败露。地节四年七月，大司马霍禹谋反事发，汉宣帝下令诛杀冠阳侯霍云、乐平侯霍山（两人皆为霍去病之孙）諸姊妹壻度遼將軍范明友、長信少府鄧廣漢、中郎將任勝、騎都尉趙平、長安男子馮殷等。与此同时，霍光之女霍皇后被废，于十二年后被迫自杀。
汉宣帝尚为平民之时，就对霍氏的权势有很深的了解。霍光挟专权之势，行伊尹废立天子之事，更是让汉宣帝胆颤心惊。在汉宣帝即位之初，汉宣帝拜谒高庙，霍光为骖乘（也就是駕驶车马），汉宣帝对其深为忌惮，在车上犹如芒刺在背；但是当驃骑将军张安世为骖乘时，汉宣帝体貌从容，一点不感到紧张。所以民间传说为：“威震主者不畜，霍氏之禍萌於驂乘。”
霍氏一门虽然被诛，但是汉宣帝仍然十分感念霍光的功勋，在麒麟阁十一功臣中，霍光名列第一，称“大司马大将军博陆侯，姓霍氏”，仅称官职和爵位而不道其名，以示尊重。后来又封霍光堂兄弟的后裔为博陆侯，以续霍光的祭祠。

### 文治武功

#### 与民休息
宣帝虽然诛除霍氏一族，但是并没有废除霍光之政。他通过诏书正式肯定霍光的功绩，并且继续霍光的政策。他继续推行轻徭薄赋与民休息的政策，把皇家掌控的园囿和公田分给平民耕种，并贷给他们种子。后来又在元康元年（前65年）、元康二年（前64年）、神爵元年（前61年）和五凤四年（前54年）下令勾销百姓所贷官府的种子，如果受灾则免除他们的赋税。还设立常平仓，平抑物价，保证物价的稳定。此外汉宣帝还减少人口税（即算赋）。

#### 整饬吏治

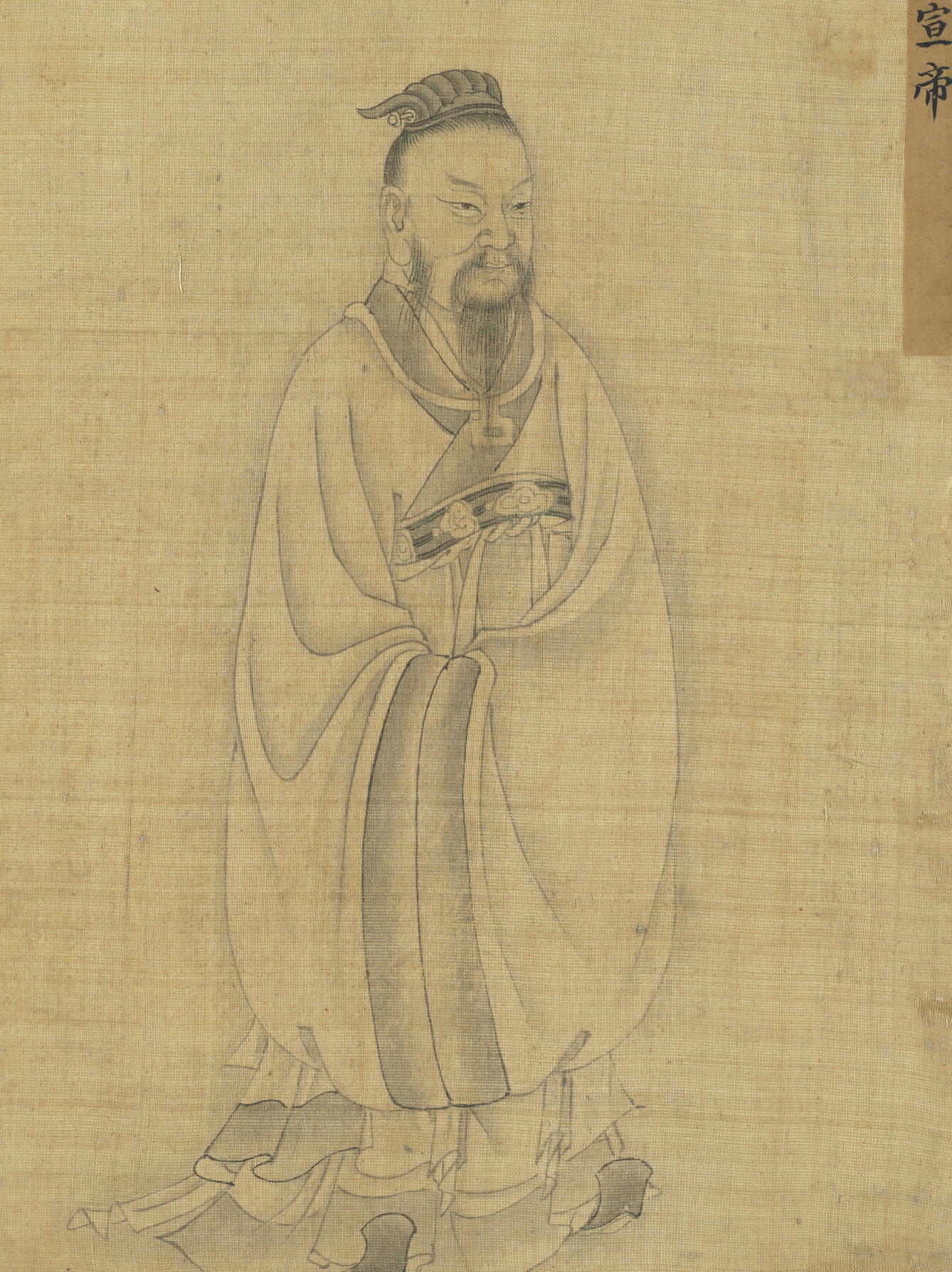
漢宣帝像

汉宣帝曾生长于民间，为平民时喜欢游侠，足迹遍于三辅，因此深知吏治的重要性。他五日一听事，对官吏观其言，察其行，考试功能。他要求官吏尽职，地节三年（公元前67年）下诏说：“二千石严教吏谨视遇，毋令失职。”要求郡国长官管教和督促地方官吏，不能让他们失职。
他强调决狱宜平，特设廷平官。曾下诏说：“间者吏用法，巧文寖深，是朕之不德也。夫决狱不当，使有罪兴邪，不辜蒙戮，父子悲恨，朕甚伤之。今遣廷史与郡鞠狱，任轻禄薄，其为置廷平，秩六百石，员四人。其务平之，以称朕意。”他要求官吏奉法，元康二年（公元前64年）下诏说，“吏务平法。或擅兴徭役，饰厨传，称过使客，越职逾法，以取名誉，譬犹践薄冰以待白日，岂不殆哉！”他审察吏治，元康四年派遣大中大夫强等十二人循行天下，主要任务是“察吏治得失”；五凤四年（公元前54年）又派遣丞相、御史掾二十四人循行天下，“举冤狱，察擅为苛禁深刻者”。
反对苛政，下诏批评说：“今郡国二千石或擅为苛禁，禁民嫁娶不得具酒食相贺召”，即反对地方长官干涉民间喜庆之事。他反对欺谩，黄龙元年（公元前49年）诏责当时“上计簿，具文而已，务为欺谩，以避其课”，指令“御史察计簿，疑非实者，按之，使真伪无相乱”。
根据吏治情况，奖功罚罪。奖赏有功者，如：地节三年（公元前67年）对安抚流民有功的胶东相王成，下诏奖励，定秩中二千石，赐爵关内侯。神爵四年（公元前58 年）对治行优异的颍川太守黄霸，定秩中二千石，赐爵关内侯，黄金百斤，同时对颍川吏民也有赏赐。王成与黄霸，原秩二千石，一年得一千四百四十石，升秩中二千石，一年得二千一百六十石，增加秩俸百分之五十。责罚罪过者，如：元康二年（公元前64年）冬，本来精明能干、治理有绩的京兆尹赵广汉，因执法出了偏差，“坐贼杀不辜，鞠狱故不以实，擅斥除骑士乏军兴数罪”，而被腰斩。神爵四年（公元前58年）十一月，号称“屠伯”的河南太守严延年因酷急和诽谤之罪，弃市。
故史称宣帝之治“信赏必罚，综核名实”、“吏称其职，民安其业”。

#### 力服匈奴
与汉武帝劳民伤财式的连番对匈奴发动战争的方式不同，汉宣帝对匈奴的战争采用了更多的技巧，军事、政治、经济多管齐下。宣帝即位之初，汉与烏孫为了反抗匈奴侵扰，相约分头出兵击匈奴，匈奴无力抵抗而逃，损失很重。后来匈奴又遭乌孙、乌桓、丁零等族袭击，加之大雪成灾，力量大大削弱，故欲与汉和亲。于是汉边境“少事”。宣帝亲政时，正是匈奴内乱外患之日，无力侵扰汉境。为了减少对匈奴边防驻军的压力，他下令减少军屯。罢车骑将军、右将军屯兵，但仍然时刻关注对匈奴决战的关键性机遇。
本始三年（前71年），汉宣帝认为时机已经成熟，派遣5将军率160,000骑兵，再令乌孙发兵50,000骑兵，共击匈奴，取得了对匈战争的决定性胜利。
匈奴此后一蹶不振，内部大乱，出现了五个单于，各派多争取与汉和亲，或来投靠汉朝。汉为了自身的安宁，也积极应付。神爵三年（公元前59年），匈奴日逐王先贤掸率众来降，汉封其为归德靖侯。五凤二年（公元前56年），匈奴左大将军王定来降，封其为信成侯。同年，匈奴呼遬累单于来降，汉也封其为列侯。五凤三年（公元前55 年）三月，宣帝诏中提到：“（匈奴）诸王并自立，分为五单于，更相攻击，死者以万数，畜产大耗什八九，人民饥饿，相燔烧以求食，因大乖乱。单于阏氏子孙昆弟及呼遬累单于、名王、右伊秩訾、且渠、当户以下将众五万余人来降归义。单于称臣，使弟奉珍朝贺。正月，北边晏然，靡有兵革之事。”
汉朝此时设置西河、北地属国，以安置匈奴来降者。次年，匈奴单于向汉称臣，派遣其弟谷蠡王入侍。汉朝因边塞无寇，减戍卒十分之二。甘露元年（公元前53年），匈奴呼韓邪單于派遣其子右贤王铢娄渠堂入侍汉廷；郅支单于也派遣其子右大将驹于利受入侍于汉。甘露二年（公元前52年），呼韩邪单于叩五原塞，表示愿奉国珍三年正月来朝，宣帝同意，并安排接待。次年正月，呼韩邪来汉朝贺，受到盛情接待，并得到很多赏赐。这年郅支单于也遣使来汉奉献。甘露四年，呼韩邪单于、郅支单于都遣使朝献于汉，汉朝款待呼韩邪单于的使者格外有礼。黄龙元年（公元前49年）正月，呼韩邪单于又来朝，汉朝对他礼赐如初。

#### 平定羌乱
宣帝初年，西羌先零部落擅自北渡湟水，侵占汉民地区。元康三年（公元前63年），西羌先零部落与各部落的酋长二百多人集会，“解仇交质”，订立盟约，打算共同侵扰汉地。宣帝闻知，问赵充国如何对策。赵充国以为，羌人各部盟约，还可能联合其他各部，应当及早准备。他建议一方面命令边兵加强战备，监视诸羌；一方面要破坏诸羌联合，探听其预谋内情。于是派遣义渠安国出使诸羌，了解其动向。
义渠前去，召集诸羌首领，杀了逆而不顺者，又调兵杀了先零羌民一千余人。西羌各部震恐，起而反抗，犯汉边塞，攻城邑，杀长吏。神爵元年（公元前61年）春，义渠所部三千骑兵被羌人袭击，退到令居，向皇帝报告情况。宣帝当即调发兵马前往金城。以后将军赵充国、强弩将军许延寿带兵前往；又任酒泉太守辛武贤为破羌将军，与两将军并进。
赵充国到了金城，以哨兵了解敌情，派间谍宣传政策，日飨军士而不进击。西羌人见汉军坚壁固守，无法进攻，互相埋怨，发生了矛盾。辛武贤以为进军时机已到，向皇帝上书建议进兵。赵充国以为，辛武贤的建议不妥，如果冒险进兵，必然进退两难。他一再上书建议只能先击主谋者先零部落，逼其悔过而赦之，再选择良吏前去抚慰羌众。宣帝要他作详细说明。赵充国反复论说，马上进击失十二利，留兵屯田有十二便。宣帝肯定了赵充国屯田之策，于是诏令罢兵，让赵充国负责屯田。到了神爵二年（公元前60年），羌民斩了先零大豪杨玉、犹非之首，向汉投顺，汉朝设金城属国以安置投顺的羌民。羌乱至此告一段落。

#### 西域都护府
汉自張騫在前138年—前126年和前119年两次出使中亚（大宛、康居、大夏、烏孫、阿尔沙克王朝、身毒），和前104—前102年李广利两次伐大宛获胜之后，于前102年在西域的天山山脉南麓乌堡设置校尉，屯田于渠犁，将塔里木盆地的26个印欧人的城邦国置于西汉的管制之下。地节二年（公元前68年），宣帝派遣侍郎郑吉到渠犁负责屯田。郑吉通过屯田积蓄了粮食，发兵打败了车师。宣帝诏令郑吉继续在渠犁与车师屯田积粮，以管制西域，对付匈奴。匈奴得知消息，前来争夺车师之地。郑吉固守力弱，要求增援。宣帝诏令长罗侯常惠带领张掖郡、酒泉郡的骑兵前往车师北边千余里，显示汉军威武，吓得匈奴骑兵退去。车师王因得到汉军保护而不受匈奴欺压，乐于“亲汉”。稍后，郑吉又迎匈奴日逐王来汉投降。宣帝先命郑吉负责衞护鄯善西南方（南道）各国的安全，继又命其兼护车师西北方（北道）各国的安全，所以号称“都护”。宣帝还封郑吉为安远侯，这是神爵三年（公元前59年）之事。
西域都护的幕府，设置在烏壘城（在今新疆库尔勒与轮台之间），负责处理西域三十六国事务，同时主管屯田事业。汉朝的西域都护取代了匈奴在西域的僮仆都尉，反映了汉匈政治力量在西域的消长，所以史称：“汉之号令班于西域矣，始于张骞而成于郑吉。”

#### 去世
黄龙元年（前49年）冬，宣帝得病，十二月病重，诏命侍中、乐陵侯史高为大司马兼车骑将军，太子太傅萧望之为前将军光禄勋，少傅周堪为光禄大夫，共同辅佐太子。
十二月甲戌日（前48年1月10日），刘询崩于未央宫。在位25年，享年43岁，谥号孝宣皇帝。
十二月癸巳日（前48年1月29日），太子刘奭即位，即元帝，于初元元年正月辛丑日（前48年2月6日），葬宣帝于杜陵。
汉平帝元始四年（公元4年），宣帝被追上庙号“中宗”；东汉建武十九年正月十五庚子（公元43年2月13日），刘秀再次追尊孝宣皇帝庙号为“中宗”。

## 政绩
由于宣帝长期在民间生活，深知民间疾苦，所以他在位时期，勤俭治国，而且还很放松人民的思想，对大臣要求严格，特别是宣帝亲政以后，汉朝的政治更加清明，社会经济更加繁荣。在亲政的二十年中，他着重于整肃吏治，加强皇权。他不但族灭了腐败的霍氏家族，而且诛杀了一些地位很高的、腐朽贪污的官员。为维护法律正常行使，宣帝设置治御史以审核廷尉量刑轻重；设廷尉平至地方鞠狱，规定郡国呈报狱囚被笞瘐死名数，重视民命之余又加强中央对地方的控制。此外宣帝又召集著名儒生在未央宫讲论五经异同，目的是为了巩固皇权、统一思想。其余如废除一些苛法，屡次蠲免田租、算赋，招抚流亡，在发展农业生产方面继续霍光的政策。对周边異族的关系，则软硬皆施。神爵元年（前60年），先零部（属西羌）与诸羌联盟并和匈奴借兵，企图对汉复仇。宣帝派后将军赵充国、弩将军許延壽出金城攻击西羌，均获胜利，留赵充国屯田。神爵二年五月（前59年），西羌杀其首领杨玉、犹非等，遂降漢。宣帝设金城属国，撤回屯田军。袭破车师。时匈奴发生内乱，呼韩邪单于于甘露三年（前51年）亲至五原郡塞上请求入朝称臣，成了汉朝的藩属，宣帝又得以完成武帝倾国之力而未完成的事业。
漢宣帝在位期间，「吏称其职，民安其业」，号称「中兴」，应该说，宣帝统治时期是西漢武力最强盛、经济最繁荣的时候，因此史书对宣帝大为赞赏，曰：“孝宣之治，信赏必罚，文治武功，可谓中兴”，算是西漢、甚至是中國歷史上，少有的中興之主。他与前任汉昭帝刘弗陵的统治并称为昭宣之治。
- 民国史学家吕思勉：「宣帝是个『旧劳于外』的人，颇知道民生疾苦，极其留意吏治，武帝和霍光时，用法都极严。宣帝却留意于平恕，也算西汉一个贤君。」[7]

黄龙元年十二月甲戌日（前48年1月10日），汉宣帝去世，在位25年，享年43岁。谥号孝宣皇帝，东汉建武年間上庙号中宗。初元元年正月辛丑（前48年2月6日），葬于今天西安市东郊的杜陵。

## 评价

### 正面
班固︰「孝宣之治，信赏必罚，综核名实，政事文学法理之士咸精其能，至于技巧工匠器械，自元、成闲鲜能及之，亦足以知吏称其职，民安其业也。遭值匈奴乖乱，推亡固存，信威北夷，单于慕义，稽首称藩。功光祖宗，业垂后嗣，可谓中兴，侔德殷宗、周宣矣。」、「中宗明明，夤用刑名，时举傅纳，听断惟精。柔远能迩，燀耀威灵，龙荒幕朔，莫不来庭。丕显祖烈，尚于有成。」(《汉书》)
刘向︰「中宗之世，政教明，法令行，边境安，四夷亲，单于款塞，天下殷富，百姓康乐，其治过于太宗之时，亦以遭遇匈奴宾服，四夷和亲也。」(《风俗通义》)
崔寔：「近孝宣皇帝明於君人之道，審於為政之理，故嚴刑峻法，破奸軌之膽，海內清肅，天下密如。薦勳祖廟，享號中宗。算計見效，優於孝文。」(《後漢書.崔駰傳》)
刘渊︰「昔我太祖高皇帝以神武应期，廓开大业。太宗孝文皇帝重以明德，升平汉道。世宗孝武皇帝拓土攘夷，地过唐日。中宗孝宣皇帝搜扬俊乂，多士盈朝。是我祖宗道迈三王，功高五帝，故卜年倍于夏商，卜世过于姬氏。」(《晋书‧载记一》)
李渤︰「景、武、昭、宣，亦各有美，皆以乐贤从谏，风流无穷。」(《全唐文‧上封事表》)
李翱︰「仆以为西汉十一帝，高祖起布衣，定天下，豁达大度，东汉所不及。其余惟文、宣二帝为优，自惠、景以下，亦不皆明于东汉明、章两帝。」(《全唐文‧答皇甫湜书》)
赵曙︰「朕观汉宣之治，综核名实，而政事文学法理之士，咸精其能，继统之业盛矣。」(《续资治通鉴长编‧卷二百五》)
苏轼︰「轼以谓古者贤君用人，无内外轻重之异，故虽杜延年名卿，不免出为边吏。治效不进，则诘责之，既进，则褒赏之。所以历试人才、考核事功盖如此。孝宣之治，优于孝文者以此也。马周谏唐太宗，亦以为言。治天下者，不可不知也。」(《东坡全集‧汉宣帝诘责杜延年治郡不进》)
钱时︰「宣帝亲政而以太守吏民之本，可谓知所务矣。夫太守数易，岂止下不安而已乎。是故，欲致治，非久任不可。欲久任，非择贤不可。数迁数易，如寄传舍，政何由成，化何由洽也。至有治理效则玺书勉励，增秩赐金，公卿阙则选诸所表，以次用之，此意尤善。伯禹后稷以至康叔苏忿生之徒，皆由诸侯而入为公卿，此古制也。宣帝致中兴之治，其有以哉。惜乎！所谓良吏止汉世人物，而治亦止于汉耳。」(《两汉笔记》)
叶适︰「治亂人主所致，無偶然者。晉悼公、漢宣帝皆中材，猶自保終始。」(《习学记言序目》)
谢肇淛 ︰「四君之外，汉则昭、宣、明、章，唐则玄、宪、宣、武，宋则艺祖、太宗、孝宗，其拨乱守成，皆有足多者。」(《五杂俎》)
赵秉忠︰「后世语精明者，首推汉宣，彼其吏称民安，可为效矣!而专意于检察，则检察之所不及者，必遗漏焉，故伪增受赏所从来也；语玄默者，首推汉文，彼其简节疏目，可谓阔矣!而注精于修持，则修持之所默化者，必洋溢焉，故四海平安所由然也。」(《赵秉忠状元卷》)
盧弼：「漢宣帝即位，年方十八，以久在民間，習知霍氏專恣。然當霍光稽首歸政，猶謙讓委任，迨光歿後，始親政事。禹、雲謀逆，鹹服其辜，誠不愧為中興令主。」(《三國志集解》)
王仕云:「孝宣勵精，繼續中興。擢用儒臣，望之梁丘。以文章顯，劉向王褒。安世充國，魏相丙吉。定國延年，將相是職。黃霸廣漢，龔遂翁歸。張敞延壽，治民莫追。惜開三釁，德教有虧。」(《四字鉴略》)
赵翼︰「汉文帝诏曰：「人主不德，则天示之灾。今日食适见于天，灾孰大焉。」宣帝诏曰：「皇天见异，以戒朕躬。」光武诏曰：「吾德薄致灾，谪见日月，战栗恐惧，夫何言哉。今方念愆，庶消厥咎。其令百官，各上封事。上书者，不得言圣。」明帝诏曰：「朕奉承祖业，无有善政。日月薄蚀，彗孛见天。虽夙夜勤思，而知能不逮。今之动变，倘有可救，其言事者，靡有所讳。」又诏曰：「朕以无德，下贻人怨，上动三光，日食之变，其灾尤大。春秋图谶，所谓至谴。永思厥咎，在予一人。」章帝诏曰：「朕之不德，上累三光，震栗切切，痛心疾首。前代圣君，博思咨诹，有开匮反风之应。今予小子，徒惨惨而已。」以上诸诏，皆有道之君，太平之世，尚遇灾而惧如此。」(《廿二史札记》)

### 負面
司马光︰「以孝宣之明，魏相、丙吉为丞相，于定国为廷尉，而赵、盖、韩、杨之死皆不厌众心，其为善政之累大矣！周官司寇之法，有议贤、议能，若广汉、延寿之治民，可不谓能乎！宽饶、恽之刚直，可不谓贤乎！然则虽有死罪，犹将宥之，况罪不足以死乎！扬子以韩冯翊之愬萧为臣之自失。夫所以使延寿犯上者，望之激之也。上不之察，而延寿独蒙其辜，不亦甚哉！」(《资治通鉴》)
苏辙︰「至於宣帝，雖明察有餘，而性本忌克，非張安世之謹畏，陳萬年之順從，鮮有能容者。惡楊惲、蓋寬饒，害趙廣漢、韓延壽，悍然無惻怛之意。高才之士側足而履其朝。陵遲至於元、成，朝無重臣，養成王氏之禍。故莽以斗筲之才，濟之以欺罔，而士無一人敢指其非者。」(《栾城集‧历代论》)
羅從彥︰「孝宣明矣，而失之察；孝元仁矣，而失之懦。若唐德宗，察而不明；高宗，懦而不仁。」(《宋元学案‧议论要语》)
呂祖謙︰「论其功则为中兴之君，论其罪则为基祸之主。」(《中庸衍义.卷十七》)
张栻︰「宣帝则威文之罪人也，西京之亡自宣帝始。」(《南轩集》)
王應麟︰「戚宦之祸汉，自宣帝始也。」(《困學紀聞.卷十二》)
朱熹︰「(漢宣、漢和)二帝之事，豈獨以亡漢國為漢世大患而已哉？後世受宦者之禍，二帝始作俑之罪也。」(《跪坐拜說寄洞學諸生》)
孫緒︰「若乃矜聰察挾智術，猜忌以為明，苛刻以為密，功必欲倍于古，先能不欲出于臣下，如漢宣帝、唐德宗非大君之所宜也。夫居上之本在寛，終身之行在恕，學者且然，况人君乎？」(《沙溪集.巻之十一.無用閒談》)
王家屏：「猜防苛细，即使听断甚精，如汉宣帝、唐德宗，竟何补于治哉？」(《大明神宗顯皇帝實錄.卷一百六十七》)
劉宗周：「三代以後如漢宣帝、唐德宗、宋神宗皆非盡愚闇之君，然神宗急于求治，用其臣王安石以新法亂天下，卒有北狩之禍，則功利之毒也。漢宣帝起于民間，周知情偽用法無私，趙葢韓楊不得其死，説者謂漢業衰於孝宣，良不為誣，則刑名之過也。唐德宗強明自用，指姜公輔為賣直，耻見屈於正論，而甘受欺於羣小，卒有奉天之幸，則猜忌壅蔽之為患也。此數君者皆具大有為之資，其經營創制未嘗不欲措天下於隆平之業，而操術若此，禍敗若彼，有如響之應聲而不爽者，則信乎。」(《劉蕺山集.巻二.除京兆謝恩疏》)
王夫之：「蓋宣帝之為君也，恃才而喜自用，樂聞人過以示察者也，故於望之有臭味之合焉。以私好而託家國之大，其不傾者鮮矣。」(《讀通鑑論》)
王仕云:「惜开三衅，德教有亏。」(《四字鉴略》)
鄭湜 :「自古明主執權而自用者，其遺患於國或甚於庸主。漢宣帝懲霍氏之弊，躬總核之政，雖甚尊寵丙魏，然所與出納樞機裁可政事者皆出於中書尚書，故其功雖足以中興然所以滋恭顯亦不薄也。光武號稱總攬權綱，然薄三公之任不付以事，方其無事，時權雖在人主，繼之幼少而大柄委於内而無所属，故外戚閹宦乘間而竊之，雖三公憤激而不能救之者，權素奪也。 夫二君攬天下之權而執之所以求為無失也，然其末流權歸於嬖戚乃有甚於大臣之専，何也?患生於所偏而勢失於所不料，此操權者所深戒。」(《十先生奥論註續集.巻十四 》)
乾隆帝：「霍光功德固未如周公。成王之賜，伯禽之受，論史者且非之，宣帝可謂昧於經術矣。」、「宣帝課吏，可謂周詳。然王成首以偽増户口賜爵，則知綜核名實，本不如王道之易行也。」、「宣帝亟亟修恩報德，乃至郡邸獄復作皆受官祿、田宅，細人感其私，君子譏其鄙，非君道也。」、「宣帝此語，失之甚矣。周非用德教而亂，政以不善用德教而亂耳。雜霸之言，豈所以訓子孫？至既知元帝柔懦，不勝神器，而復優遊寡斷，所謂為天下得人難之義安在？且淮陽王亦未必即賢，與兄與弟，惟父所命，乃更以讓爵之。元成為淮陽中尉，欲以感喻淮陽王，是不益啓其覬覦之心乎？蓋大本既乖，措施必無一是者。」(《乾隆御批綱鑑》)
鮑東里︰「宣帝廟號，是為中宗，其治雜霸，名實是綜。賢相丙魏，循吏龔黃，定國治獄，充國招羌。霍氏族誅，不以功宥，趙蓋韓楊，枉死誰救。宦官恭顯，外戚許史，盛極而衰，實始於此。」(《史鑒節要便讀》)

## 历任当政大臣

### 丞相
- 蔡義（前74-前71）
- 韋賢（前71-前67）
- 魏相（前67-前59）
- 丙吉（前59-前55）
- 黃霸（前55-前51）
- 于定國（前51-前47）

### 御史大夫
- 田廣明（前74-前71）
- 魏相（前71-前67）
- 丙吉（前67-前59）
- 萧望之（前59-前56）
- 黄霸（前56-前55）
- 杜延年（前55-前52）
- 于定国（前52-前51）
- 陳萬年（前51-前48）

### 大將軍
- 霍光（前74-前68）

### 大司馬
- 霍禹（前67-前66）
- 張安世（前67-前62）
- 韓增（前61-前56）
- 許延壽（前56-前53）
- 史高（前49-前47）

## 家庭成员
| \| \| \| \| \| \| \| \| \| \| \| \| \| \| \| \| \| \| \| \| 高祖父：孝景皇帝刘启 \| \| \| \| \| \| \| \| \| \| \| \| \| \| \| \| \| \| \| \| \| \| \| \| \| \| \| \| \| \| \| \| \| \| \| \| \| \| \| \| \| \| \| \| \| \| \| \| \| \| \| \| \| \| 曾祖父：世宗孝武皇帝刘彻 \| \| \| \| \| \| \| \| \| \| \| \| \| \| \| \| \| \| \| \| \| \| \| \| \| \| \| \| \| \| \| \| \| \| \| \| \| \| \| \| \| \| \| \| \| \| \| \| \| \| \| \| \| \| 高祖母：孝景皇后王娡 \| \| \| \| \| \| \| \| \| \| \| \| \| \| \| \| \| \| \| \| \| \| \| \| \| \| \| \| \| \| \| \| \| \| \| \| \| \| \| \| \| \| \| \| \| \| \| \| \| \| \| \| \| \| 祖父：（追复）戾太子刘据 \| \| \| \| \| \| \| \| \| \| \| \| \| \| \| \| \| \| \| \| \| \| \| \| \| \| \| \| \| \| \| \| \| \| \| \| \| \| \| \| \| \| \| \| \| \| \| \| \| \| \| \| \| \| 外高祖父：衞父 \| \| \| \| \| \| \| \| \| \| \| \| \| \| \| \| \| \| \| \| \| \| \| \| \| \| \| \| \| \| \| \| \| \| \| \| \| \| \| \| \| \| \| \| \| \| \| \| \| \| \| \| \| \| 曾祖母：（追复）思皇后卫子夫 \| \| \| \| \| \| \| \| \| \| \| \| \| \| \| \| \| \| \| \| \| \| \| \| \| \| \| \| \| \| \| \| \| \| \| \| \| \| \| \| \| \| \| \| \| \| \| \| \| \| \| \| \| \| 外高祖母：衞媪 \| \| \| \| \| \| \| \| \| \| \| \| \| \| \| \| \| \| \| \| \| \| \| \| \| \| \| \| \| \| \| \| \| \| \| \| \| \| \| \| \| \| \| \| \| \| \| \| \| \| \| \| \| \| 父：（追谥）悼皇考刘进 \| \| \| \| \| \| \| \| \| \| \| \| \| \| \| \| \| \| \| \| \| \| \| \| \| \| \| \| \| \| \| \| \| \| \| \| \| \| \| \| \| \| \| \| \| \| \| \| \| \| \| \| \| \| 祖母：（追谥）戾史氏 \| \| \| \| \| \| \| \| \| \| \| \| \| \| \| \| \| \| \| \| \| \| \| \| \| \| \| \| \| \| \| \| \| \| \| \| \| \| \| \| \| \| \| \| \| \| \| \| \| \| \| \| \| \| 外曾祖母：贞君 \| \| \| \| \| \| \| \| \| \| \| \| \| \| \| \| \| \| \| \| \| \| \| \| \| \| \| \| \| \| \| \| \| \| \| \| \| \| \| \| \| \| \| \| \| \| \| \| \| \| \| \| \| \| 中宗孝宣皇帝刘询 \| \| \| \| \| \| \| \| \| \| \| \| \| \| \| \| \| \| \| \| \| \| \| \| \| \| \| \| \| \| \| \| \| \| \| \| \| \| \| \| \| \| \| \| \| \| \| \| \| \| \| \| \| \| 外祖父：（追谥）思成侯王迺始 \| \| \| \| \| \| \| \| \| \| \| \| \| \| \| \| \| \| \| \| \| \| \| \| \| \| \| \| \| \| \| \| \| \| \| \| \| \| \| \| \| \| \| \| \| \| \| \| \| \| \| \| \| \| 母：（追谥）悼王翁須 \| \| \| \| \| \| \| \| \| \| \| \| \| \| \| \| \| \| \| \| \| \| \| \| \| \| \| \| \| \| \| \| \| \| \| \| \| \| \| \| \| \| \| \| \| \| \| \| \| \| \| \| \| \| 外祖母：博平君思成夫人王媪 \| \| \| \| \| \| \| \| \| \| \| \| \| \| \| \| \| \| \| \| \| \| \| \| \| \| \| \| \| \| \| \| \| \| \| \| \| \| \| \| \| \| \| \| \| \| \| \| \| \| \| \| |                              |  |  |  |  |  |  |  |  |  |  |  |  |  |  |  |
| |                              |  |  |  |  |  |  |  |  |  |  |  |  |  |  |  |
| | 高祖父：孝景皇帝刘启         |  |  |  |  |  |  |  |  |  |  |  |  |  |  |  |
| |                              |  |  |  |  |  |  |  |  |  |  |  |  |  |  |  |
| |                              |  |  |  |  |  |  |  |  |  |  |  |  |  |  |  |
| | 曾祖父：世宗孝武皇帝刘彻     |  |  |  |  |  |  |  |  |  |  |  |  |  |  |  |
| |                              |  |  |  |  |  |  |  |  |  |  |  |  |  |  |  |
| |                              |  |  |  |  |  |  |  |  |  |  |  |  |  |  |  |
| | 高祖母：孝景皇后王娡         |  |  |  |  |  |  |  |  |  |  |  |  |  |  |  |
| |                              |  |  |  |  |  |  |  |  |  |  |  |  |  |  |  |
| |                              |  |  |  |  |  |  |  |  |  |  |  |  |  |  |  |
| | 祖父：（追复）戾太子刘据     |  |  |  |  |  |  |  |  |  |  |  |  |  |  |  |
| |                              |  |  |  |  |  |  |  |  |  |  |  |  |  |  |  |
| |                              |  |  |  |  |  |  |  |  |  |  |  |  |  |  |  |
| | 外高祖父：衞父               |  |  |  |  |  |  |  |  |  |  |  |  |  |  |  |
| |                              |  |  |  |  |  |  |  |  |  |  |  |  |  |  |  |
| |                              |  |  |  |  |  |  |  |  |  |  |  |  |  |  |  |
| | 曾祖母：（追复）思皇后卫子夫 |  |  |  |  |  |  |  |  |  |  |  |  |  |  |  |
| |                              |  |  |  |  |  |  |  |  |  |  |  |  |  |  |  |
| |                              |  |  |  |  |  |  |  |  |  |  |  |  |  |  |  |
| | 外高祖母：衞媪               |  |  |  |  |  |  |  |  |  |  |  |  |  |  |  |
| |                              |  |  |  |  |  |  |  |  |  |  |  |  |  |  |  |
| |                              |  |  |  |  |  |  |  |  |  |  |  |  |  |  |  |
| | 父：（追谥）悼皇考刘进       |  |  |  |  |  |  |  |  |  |  |  |  |  |  |  |
| |                              |  |  |  |  |  |  |  |  |  |  |  |  |  |  |  |
| |                              |  |  |  |  |  |  |  |  |  |  |  |  |  |  |  |
| | 祖母：（追谥）戾史氏         |  |  |  |  |  |  |  |  |  |  |  |  |  |  |  |
| |                              |  |  |  |  |  |  |  |  |  |  |  |  |  |  |  |
| |                              |  |  |  |  |  |  |  |  |  |  |  |  |  |  |  |
| | 外曾祖母：贞君               |  |  |  |  |  |  |  |  |  |  |  |  |  |  |  |
| |                              |  |  |  |  |  |  |  |  |  |  |  |  |  |  |  |
| |                              |  |  |  |  |  |  |  |  |  |  |  |  |  |  |  |
| | 中宗孝宣皇帝刘询             |  |  |  |  |  |  |  |  |  |  |  |  |  |  |  |
| |                              |  |  |  |  |  |  |  |  |  |  |  |  |  |  |  |
| |                              |  |  |  |  |  |  |  |  |  |  |  |  |  |  |  |
| | 外祖父：（追谥）思成侯王迺始 |  |  |  |  |  |  |  |  |  |  |  |  |  |  |  |
| |                              |  |  |  |  |  |  |  |  |  |  |  |  |  |  |  |
| |                              |  |  |  |  |  |  |  |  |  |  |  |  |  |  |  |
| | 母：（追谥）悼王翁須         |  |  |  |  |  |  |  |  |  |  |  |  |  |  |  |
| |                              |  |  |  |  |  |  |  |  |  |  |  |  |  |  |  |
| |                              |  |  |  |  |  |  |  |  |  |  |  |  |  |  |  |
| | 外祖母：博平君思成夫人王媪   |  |  |  |  |  |  |  |  |  |  |  |  |  |  |  |
| |                              |  |  |  |  |  |  |  |  |  |  |  |  |  |  |  |
| |                              |  |  |  |  |  |  |  |  |  |  |  |  |  |  |  |

### 皇后
- 恭哀皇后許平君（前90年/前89年－前71年3月1日），昌邑（今山东省金乡县）人，平恩戴侯許廣漢之女，发妻，生漢元帝劉奭。元平元年（前74年）刘询即位，入宫为婕妤，封皇后。本始三年（前71年）被霍显毒杀，葬於杜陵南园。
- 霍成君（前1世纪前80年代－前54年），霍光与霍顯所生小女儿，本始三年（前71年），皇后许平君被其母毒杀后入宫，次年册封皇后。地節三年（前67年）废后，十二年后自杀于云林馆。
- 孝宣皇后王氏（早於前85年－前16年9月22日），邛成共侯王奉光之女。抚养漢元帝劉奭，後為皇太后、太皇太后。與漢宣帝合葬於杜陵，稱東園。

### 妃嫔
- 張婕妤，生淮陽憲王劉欽
- 衛婕妤，生楚孝王劉囂
- 婕妤公孫徵史，生東平思王劉宇，後封東平王太后。
- 戎婕妤，生中山哀王劉竟，封清河王太后，又改中山王太后。
- 華婕妤，生馆陶公主刘施
- 梁美人，汉成帝时还在世[8]

### 子女
- 刘奭，汉元帝，许平君所生
- 刘钦，淮阳宪王，张婕妤所生
- 劉囂，楚孝王 衞婕妤所生
- 刘宇，东平思王，公孙婕妤所生
- 劉竟，中山哀王，戎婕妤所生
- 长女，館陶公主劉施，根据《汉书 外戚传第六十七上》颜师古注版，馆陶公主母亲应该是华婕妤。其它版本写作馆陶王，但宣帝五子中没有封为馆陶者。馆陶王应为馆陶公主的笔误。
- 敬武公主，生母没有记载。

## 軼聞
1. 宣帝是中國歷史上唯一一位在即位前受过牢狱之苦的大一统皇朝皇帝。
2. 宣帝改名“询”的理由是“病”、“已”两字太过常用，臣民避讳不易；或許也認為這二字有些不吉。
3. 宣帝与许皇后和霍皇后的感情纠葛是越剧《漢宮怨》的主题。
4. 其太子刘奭十分相信儒家學說[9]，對宣帝某些專制行為不滿；宣帝在训斥其时說：“汉家自有制度，本以霸王道杂之，奈何纯用德教，用周政乎？”
5. 宣帝是西汉四位最終拥有庙号的皇帝之一，廟號為「中宗」，其餘三位為漢高帝（太祖）、漢文帝（太宗）、漢武帝（世宗）。本來漢元帝（高宗）、漢成帝（統宗）、漢平帝（元宗）三位西漢皇帝也有廟號，但被後世的皇帝取消，最終剩下四位。

## 小说
《询君意》作者：李歆
《汉宫未央之询君录》作者：莫衷一是
《汉并天下》作者：东仙轩辕

## 電影
- 《西域大都护》由李玎飾演。

## 電視劇
- 《乌龙闯情关》由孙耀威飾演。
- 《昭君出塞》由唐国强飾演。
- 《大漢情緣之雲中歌》由陳曉飾演。

## 延伸阅读
[在维基数据编辑]
 《漢書·卷008》，出自班固《漢書》
 在维基共享资源阅览影像